# Sabacon okadai
Espèce
Sabacon okadai est une espèce d'opilions dyspnois de la famille des Sabaconidae.

## Distribution
Cette espèce est endémique du Liaoning en Chine. Elle se rencontre vers Shenyang.

## Description
Le mâle syntype mesure 4,0 mm et les femelles syntypes 4,9, 5,0 et 5,2 mm.

## Systématique et taxinomie
Cette espèce a été décrite par Suzuki en 1941.

## Étymologie
Cette espèce est nommée en l'honneur de Yaichirō Okada.

## Publication originale
- Suzuki, 1941 : « 満洲友び北支那の盲蜂類 - Opiliones from Manchoukou and North China, with a description of a new species of the interesting genus Sabacon (Ischyropsalidae)]. » Bulletin of the Biogeographical Society of Japan, vol. 11, no 4, p. 15–22.